# Zeehan
Zeehan (em inglês: /ˈziːʔən/) é uma localizada na Costa Oeste do estado australiano da Tasmânia, a 139 km de Burnie. Localiza-se ao norte de Strahan e Queenstown.
No início da década de 1900 Zeehan já possuía seu próprio conselho municipal. Seu nome veio do Monte Zeehan, que foi assim nomeado por George Bass e Matthew Flinders em função da filibote de Abel Tasman, denominado Zeehaen.

## História
A região tem uma dos mais antigos históricos de qualquer parte da Tasmânia, quando Abel Tasman avistou essa parte da ilha em 1642. O porto costeiro para Zeehan foi Trial Harbour, mas a precariedade do local fez com que este fosse substituído por Strahan.  Zeehan foi estabelecida inicialmente como campo de mineração e depois como cidade após a descoberta por Frank Long dos campos de prata e chumbo de Zeehan-Dundas em 1882. A agência de correio Mount Zeehan foi aberta em 1 de agosto de 1888 e renomeada como Zeehan em 1890. O auge da produção de minérios se deu até a Primeira Guerra Mundial, ainda que a extração de chumbo tivesse continuado até 1963 em minas como Montana e Oceana. A população da região de Zeehan-Dundas atingiu o máximo de 10 000 por volta de 1910, mais do décuplo da população atual.
No censo australiano de 2011, Zeehan contava com uma população de 728 habitantes.

## Clima
O clima de Zeehan é o clima temperado oceânico (Cfb na Classificação de Köppen).
| Dados climatológicos para Zeehan, Tasmania | Dados climatológicos para Zeehan, Tasmania | Dados climatológicos para Zeehan, Tasmania | Dados climatológicos para Zeehan, Tasmania | Dados climatológicos para Zeehan, Tasmania | Dados climatológicos para Zeehan, Tasmania | Dados climatológicos para Zeehan, Tasmania | Dados climatológicos para Zeehan, Tasmania | Dados climatológicos para Zeehan, Tasmania | Dados climatológicos para Zeehan, Tasmania | Dados climatológicos para Zeehan, Tasmania | Dados climatológicos para Zeehan, Tasmania | Dados climatológicos para Zeehan, Tasmania | Dados climatológicos para Zeehan, Tasmania |
| Mês                                        | Jan                                        | Fev                                        | Mar                                        | Abr                                        | Mai                                        | Jun                                        | Jul                                        | Ago                                        | Set                                        | Out                                        | Nov                                        | Dez                                        | Ano                                        |
| ------------------------------------------ | ------------------------------------------ | ------------------------------------------ | ------------------------------------------ | ------------------------------------------ | ------------------------------------------ | ------------------------------------------ | ------------------------------------------ | ------------------------------------------ | ------------------------------------------ | ------------------------------------------ | ------------------------------------------ | ------------------------------------------ | ------------------------------------------ |
| Temperatura máxima média (°C)              | 19                                         | 20                                         | 18                                         | 15                                         | 13                                         | 11                                         | 11                                         | 11                                         | 13                                         | 14                                         | 16                                         | 18                                         | 14,9                                       |
| Temperatura mínima média (°C)              | 8                                          | 9                                          | 8                                          | 7                                          | 5                                          | 3                                          | 3                                          | 3                                          | 4                                          | 6                                          | 7                                          | 8                                          | 5,9                                        |
| Precipitação (mm)                          | 13                                         | 10                                         | 13                                         | 20                                         | 23                                         | 23                                         | 25                                         | 25                                         | 23                                         | 20                                         | 18                                         | 15                                         | 228                                        |
| Fonte: 24 de novembro de 2011              |                                            |                                            |                                            |                                            |                                            |                                            |                                            |                                            |                                            |                                            |                                            |                                            |                                            |

## Economia
A mina de níquel, explorada pela Minerals and Metals Group Avebury; a mina de zinco, explorada pela Comstock Mine; e a mina de estanho, explorada pela Renison realizam contribuição significativa à comunidade, mas a maior parte da população depende da atividade turística.

## Eventos relevantes
Partes de um filme mudo australiano de 1925, Jewelled Nights, foram filmadas no Rio Savage, ao norte da cidade, na floresta úmida de Tarkine. Incêndios florestais foram reportados nas imediações de Zeehan em 1890, 1896, 1908, 1977, 1980 e 2006. Em novembro de 2012 a cidade foi ameaçada com incêndios vindos de duas direções, mas o alerta foi retirado mais tarde.

## Galeria

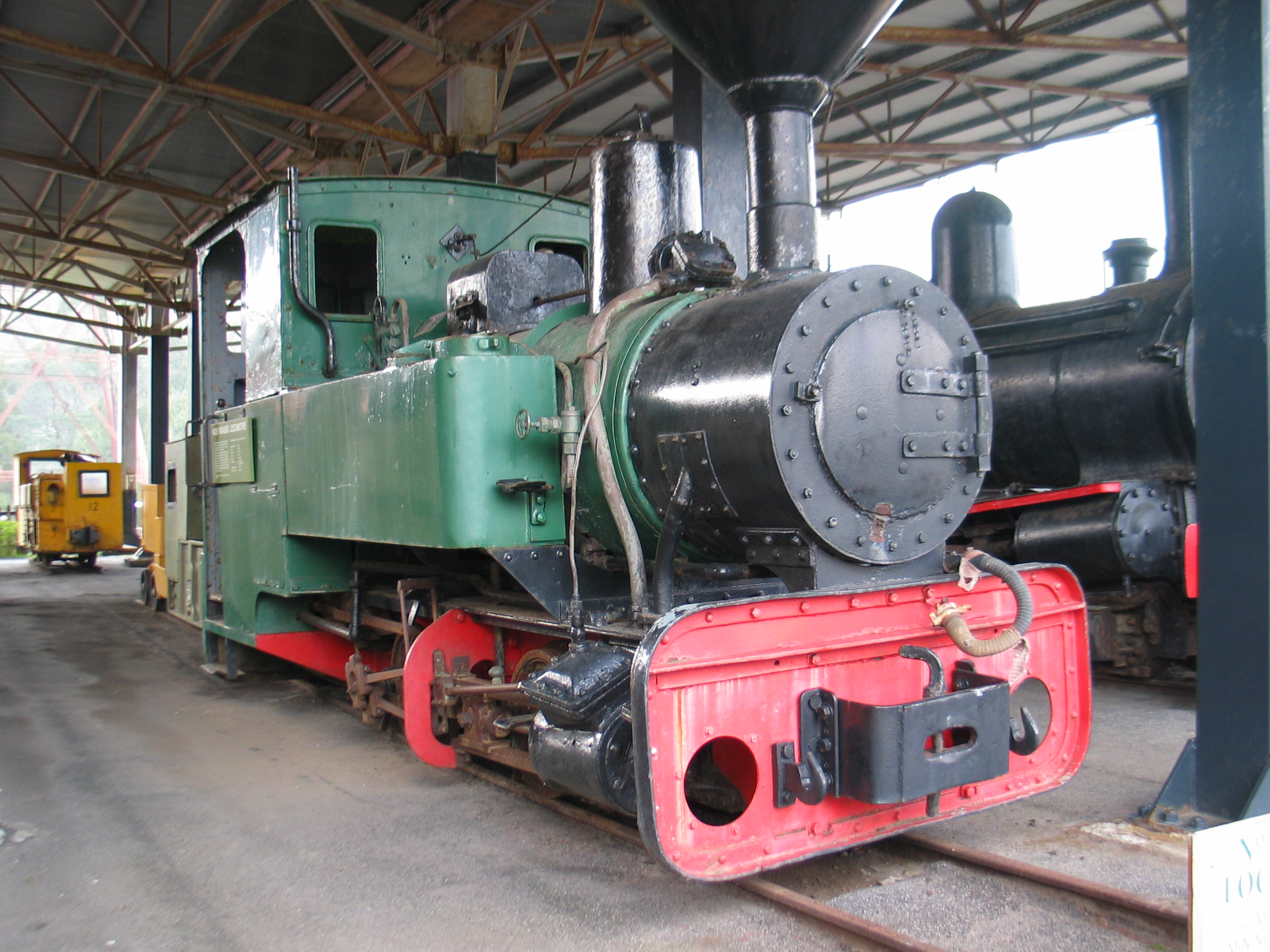
Locomotiva, Museu dos Pioneiros da Costa Oeste
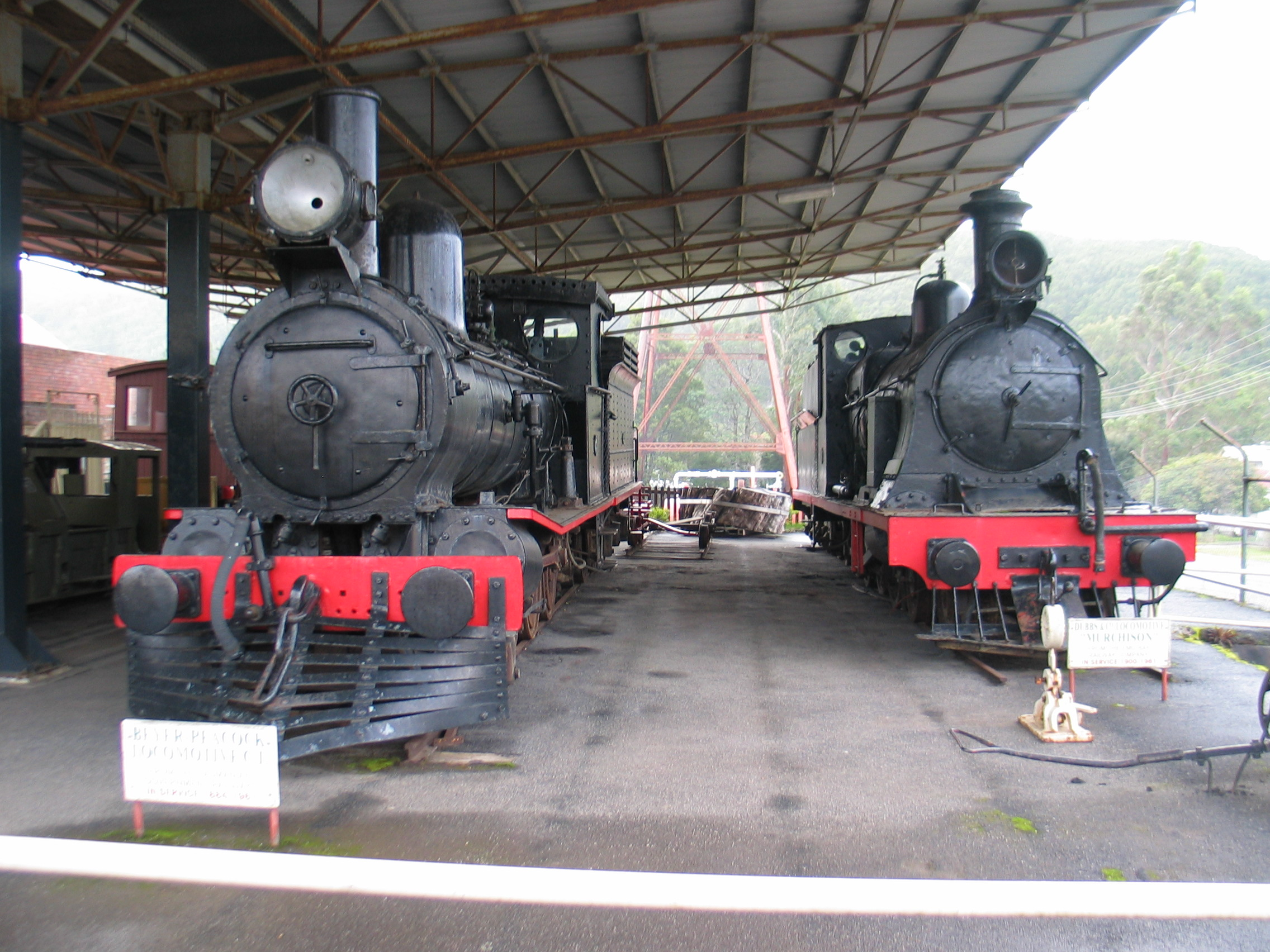
Locomotivas Beyer Peacock e Dubbs, Museu dos Pioneiros da Costa Oeste